# Juan Macreno
Juan Macreno (en griego: Ιωάννης Μακρηνός) (siglo XIII) fue un general y noble bizantino, miembro de una noble familia de Tracia que había huido a Nicea después de la conquista de Constantinopla por los soldados de la Cuarta Cruzada.
En 1262 Juan, que se había convertido en general durante el reinado de Juan III Ducas Vatatzés fue enviado por el emperador Miguel VIII Paleólogo hacia el Peloponeso, bajo el mando del sebastocrátor Constantino Paleólogo, el medio hermano de Miguel VIII. Allí, se convirtió en un importante rival de las tropas del príncipe Guillermo II de Villehardouin de Acaya. Después de la partida de Constantino Paleólogo a Constantinopla en 1263 quedó bajo el mando de gran doméstico Alejo Files. En 1264 el ejército bizantino fue derrotado en la batalla de Macriplagi y Macreno junto con Files fueron capturados. Después, Irene (Eulogia) Paleóloga, la hermana de Miguel VIII y suegra de Alejo Files acusó a Macreno como el responsable de la derrota, pero también como un traidor al emperador. Una vez que Macreno fue puesto en libertad fue cegado por orden de Miguel.